# Quyền LGBT ở Slovenia
Quyền đồng tính nữ, đồng tính nam, song tính và chuyển giới ở Slovenia có thể phải đối mặt với một số thách thức mà những người không phải là người LGBT gặp phải, mặc dù các luật liên quan đến đồng tính nữ, đồng tính nam, song tính và chuyển giới (LGBT) phát triển đáng kể theo thời gian.

## Tính hợp pháp của hoạt động tình dục đồng giới
Độ tuổi đồng ý hoạt động tình dục đồng giới là 15 tuổi bất kể xu hướng tình dục và đã hợp pháp từ năm 1977.

## Bảng tóm tắt
| Hoạt động tình dục đồng giới hợp pháp                                                                                       | (Từ năm 1977)                                                       |
| Độ tuổi đồng ý | (Từ năm 1977)                                                       |
| Luật chống phân biệt đối xử chỉ trong việc làm                                                                              | (Từ năm 1998)                                                       |
| Luật chống phân biệt đối xử trong việc cung cấp hàng hóa và dịch vụ                                                         | (Từ năm 1998)                                                       |
| Luật chống phân biệt đối xử trong tất cả các lĩnh vực khác (bao gồm phân biệt đối xử gián tiếp, ngôn từ kích động thù địch) | No                                                                  |
| Hôn nhân đồng giới | (Từ năm 2022)                                                       |
| Công nhận các cặp đồng giới                                                                                                 | (Từ năm 2006)                                                       |
| Nhận nuôi con chung của các cặp đồng giới                                                                                   | (Từ năm 2022)                                                       |
| Nhận nuôi con riêng của các cặp vợ chồng đồng giới                                                                          | (Từ năm 2011)                                                       |
| LGBT được phép phục vụ công khai trong quân đội                                                                             | Yes                                                                 |
| Quyền thay đổi giới tính hợp pháp                                                                                           | [ 1 ]                                                               |
| Tiếp cận IVF cho đồng tính nữ và phụ nữ song tính                                                                           | No                                                                  |
| Liệu pháp chuyển đổi bị cấm ở trẻ vị thành niên                                                                             | No                                                                  |
| Đồng tính luyến ái được loại khỏi danh sách bệnh                                                                            | Yes                                                                 |
| Mang thai hộ thương mại cho các cặp đồng tính nam                                                                           | (Bất hợp pháp cho tất cả các cặp vợ chồng bất kể xu hướng tình dục) |
| Tự động làm cha mẹ trong giấy khai sinh cho con của các cặp đồng giới                                                       | No                                                                  |
| NQHN được phép hiến máu | No                                                                  |